# Trichoridia endromides
Trichoridia endromides là một loài bướm đêm trong họ Noctuidae.